# Shōsuke Tanihara
Shōsuke Tanihara (谷原 章介 Tanihara Shōsuke?,  Yokohama, Prefectura de Kanagawa, 8 de julio de 1972) es un actor japonés, conocido fuera de Japón por su interpretación de Riki Fudoh en Fudoh: The New Generation.
Tanihara presenta Tokyo Twenty-Four Living con el apoyo de FLET'S Hikari, un podcasting producido por TOKYO FM. El podcasting comenzó a transmitirse el 7 de enero de con una aparición especial del antiguo lanzador de Yokohama DeNA BayStars, Takashi Saitō.
Está casado con Emi Miyake, con quien tuvo una hija en octubre de 2007. Hizo el anuncio en la 8ª ceremonia de entrega de premios al Mejor Formalista.

## Filmografía

### Televisión
- Boku no Ikiru Michi (2003, Fuji TV)
- Shinsengumi! (2004, NHK) – Itō Kashitarō
- Gokusen 2 (2005, NTV) – Takuma Kujo, profesor de la escuela secundaria femenina Momo
- Fūrin Kazan (2007, NHK) – Imagawa Yoshimoto
- Watashitachi no Kyoukasho (2007)
- Furin Kazan (NHK / 2007)
- Oh! My Mother in Law! (2007)
- Mop Girl  (TV Asahi / 2007)
- Edison no Haha (TBS / 2008)
- My Sassy Girl (TBS / 2008)
- Gakkō ja Oshierarenai! (NTV / 2008)
- Triangle (Fuji TV / 2009)
- Love Shuffle (TBS / 2009) - Masato Kikuta
- Handsome Suit - The TV (Fuji TV / 2009)
- Konkatsu! (Fuji TV / 2009) - Takumi Nihei
- Magerarenai Onna (NTV / 2010) - Mitsuhiko Aida
- Mioka (NTV / 2010) - Yasuyuki Takanashi
- Ryōmaden (2010, NHK) – Katsura Kogorō
- Gunshi Kanbei (2014, NHK) – Takenaka Hanbei
- Smoking Gun (2014, Fuji TV)
- Hanbun, Aoi (2018, NHK)

### Películas
- Hana Yori Dango (1995)
- Fudoh: The New Generation (1996)
- Godzilla tai Megaguirus: G Shōmetsu Sakusen (2000)
- Sky High (2003)
- Godzilla: Final Wars (2004)
- Lovely Complex (2006)
- Memories of Matsuko (2006)
- Vexille (2007)
- Handsome Suit (2008)
- My Rainy Days (2009)
- Baby Baby Baby! (2009)
- Victini and the Black Hero: Zekrom and Victini and the White Hero: Reshiram (2011)
- Andalusia: Revenge of the Goddess (2011)
- Ninja Kids!!! (2011)
- Dokidoki! PreCure the Movie: Mana's Getting Married!!? The Dress of Hope Tied to the Future! (2013) – Marsh/Maro (voz)
- Birthday Card (2016) – Él mismo
- Marmalade Boy (2018)
- Iwane: Sword of Serenity (2019)

### Show de variedades
- Truth or Doubt (2004-actualidad, presentador, Show de TV Quiz)
- Panel Quiz Attack 25 (2015-actualidad)